# Nina Timofeeva
Nina Vladímirovna Timoféieva (en ruso, Ни́на Влади́мировна Тимофе́ева) (Leningrado, 11 de junio de 1935 - Jerusalén, 3 de noviembre de 2014) fue una bailarina de ballet rusa.

## Carrera
Timoféieva nació en Leningrado (hoy San Petersburgo) y se graduó en la Academia Vagánova de Ballet en 1953. Debutó teatralmente como estudiante en 1951, como Masha en El Cascanueces de Chaikovski. De 1953 a 1956, fue bailarina solista con el Teatro Kírov de Leningrado, y después se convirtió en la solista del Teatro Bolshói de Moscú. Entre sus principales roles constan:
- Odette-Odile en El lago de los cisnes de Chaikovski (1956, 1970)
- Kitri en el Don Quijote de Minkus (1959)
- La dueña de la Montaña de cobre en el ballet La flor de piedra de Prokófiev (1959)
- Aurora (1964) y Fada lila (1977) en La bella durmiente de Chaikovski (1964)
- Mejmene-Banú en La leyenda del amor de Melíkov (1965)
- Leilí en Leilí y Medzhnún de Balasanián (1965)
- Frigina (1958) y Aegina (1968) en Espartaco de Jachaturián
- Lady Macbeth en Macbeth de Molchánov (1980)

Timoféieva se casó con el compositor Kiril Molchánov (1922-1982) que escribió música para algunos de sus ballets. En 1980, se graduó en el Instituto Ruso de Arte Teatral y, desde 1989 hasta 1991, trabajó como coreógrafa del Teatro Bolshói. En 1991, se trasladó a Israel, junto con su hija Nadya, también bailarina de ballet profesional. Dos años después, publicó sus memorias, El mundo del ballet.